# 隠の王
『隠の王』（なばりのおう）は、鎌谷悠希による日本の漫画作品。『月刊Gファンタジー』（スクウェア・エニックス）にて2004年6月号から2010年9月号まで連載された。2008年には本作を原作とするテレビアニメが放送された。また、2008年7月からWEBラジオが配信されていた。2019年4月時点でコミックス累計発行部数は300万部を突破している。

## あらすじ
忍の世界＝「隠の世」が生んだ最大の秘術「森羅万象」を体内に刻まれた六条壬晴を巡る現代の忍達の戦いを描く。

## 登場人物

### 主人公
六条 壬晴（ろくじょう みはる）
声 - 釘宮理恵
秘術「森羅万象」を秘める中学2年生。14歳。身長157cm。体重35kg。靴のサイズ27.5cm。血液型は不明。両親を亡くしており、幼いころの記憶が曖昧。家はお好み焼き屋で祖母を手伝っている。秘術の影響で致命傷を負っても、比較的早く再生する回復力をもっている。
普段から無関心マスターのふりを貫いており、突然隠の世に巻き込まれ自分の身に秘められた能力を知った後もそのスタンスは変わらなかったが、実際は自分に関わって他人が傷つく事を恐れている。無関心でいるのは本人なりの優しさであると作者は述べている。時折、背中に羽が生えて小悪魔と化し、自分の魅力を利用して雲平などを困らせている。また、自分の小悪魔が効くかはその人の外見だけで判断できるようである。不思議な印象から学校でも人気があるようで、女子生徒曰く「カッコカワイイ」とのこと。
自らの消去を望む宵風に自分と同じ寂しさを感じ、宵風を救いたいと願うようになり森羅万象を操る術を探りはじめる。その事から森羅万象を消去しようとする雲平との確執が深まってしまい、5つの禁術書を揃えるべく萬天の里を出奔、宵風と合流・灰狼衆に所属し行動を共にしていたが、禁術書「蛇薬」を入手した後、宵風が服部に造反した事から宵風と共に灰狼衆と決別・逃亡する。
森羅万象を使いこなす術を模索するため、再び萬天の里に戻って雲平の同居人・英と再会。逃避行の旅の中で宵風との心の絆が深まり、自分の本音を正直に宵風に伝えられるようになるが、森羅万象を発動させてしまった事で、雪見たちの記憶などから「宵風」が存在していたこと全部を消してしまった。
森羅万象を発動して宵風を消した後、壬晴は死んだように1か月もの間懇々と眠り続けた。白澤等によって守られていた壬晴は、目覚めて直ぐに雪見の元へ向かい、己が消した存在について語り始める。壬晴と雪見の心の空白の正体が、“淋しさ”だとわかり、壬晴はその淋しさのあまり泣き崩れた（壬晴は記憶を消したのみで、宵風の存在は消していない）。
宵風（よいて）
声 - 斎賀みつき
己の命を削る禁術「気羅」を操る忍。16歳。身長180cm。体重53kg。靴のサイズ26cm。血液型は不明。名前は同じ班を組む雪見に名付けられたもので本名は「香道そら」。血縁関係はないが、「香道司」という弟がいる。普段は黒いコートに帽子をいつも被っており、首にある傷を隠すためにハイネックの服を着ていることが多い。気羅の使用によって命が削られて死期が近く、血を吐く回数や意識を失うことが多くなってきており、五感（特に味覚や聴覚、視覚）が著しく低下している。
壬晴に森羅万象を使って己が存在しなかったように歴史を書き換えるように頼み、「壬晴が宵風を消すまでは絶対に死なない」という秘密の約束を交わし、徐々に壬晴に心を開いていく。
雷光の口から2年前、血まみれで死にかけている所を灰狼衆の首領に拾われたこと、和穂の口から生まれつき性別を持たない男でも女でもない体であることが作中で明らかにされている。気羅を習得する以前は16歳ながらとても小柄だったが、習得後は気羅の副作用から3日3晩で身体が急成長した。
気羅を使用する以外にも身体能力がとても高く、風魔の里の所在地を突き止めたり、壬晴の中に森羅万象が宿っていることを見抜くなど洞察力に優れるが、それらが気羅の影響なのかは不明。
灰狼衆の首領・服部に壬晴の前で自身のトラウマを指摘され、また壬晴が森羅万象を宵風の願いのために使おうとしている事を見透かされたことから動揺して気羅を服部に使用して、灰狼衆と決別する。
逃避行の末に、壬晴が森羅万象を発動させてしまった影響で、「自分が存在していた」記憶や存在自体も含めて消滅した。最終話にて壬晴たちは彼のことを思い出した。
アニメでは気羅を暴走させてしまい、その後行方をくらませてしまうが、虹一たちが探し当て、雲平と英の元に身を寄せる。森羅万象による消滅を望んでいたが、壬晴達との出会いによって消滅を拒否し、気羅修得の事実も消すことなく、残された時間を穏やかに過ごす。最後は気羅の影響により、光の粒となって消えていった。

### 萬天の里の忍
雲平・帷・デュランダル（くもひら・とばり・デュランダル）
声 - 浪川大輔
壬晴の通う中学校の英語講師。25歳。身長186cm。体重73kg。血液型はAB型。アイルランド生まれの萬天の忍者で、里では一応とりまとめ役。壬晴の小悪魔気質によく騙されている。壬晴を守ることに命を賭け、契約をする。十年前に起こった壬晴の持つ森羅万象を巡る争いの際の記憶を唯一残す人物である。乗り物恐怖症のため、移動手段はどれくらい離れていようとも徒歩（自転車すら乗れない）。
英と同居している。出掛ける前にキスをしたり、英の「若い娘（壬晴）と楽しく浮気してるのかと思っちゃった」という発言から、英とは恋人同士と思われる。薬指に指輪をしているが、結婚はしていないらしい。
森羅万象を使うことを嫌がり、使わせないために現在は萬天の禁術書を持って失踪し、行方不明となっていたが壬晴が宵風の存在を消した後、姿を現す。風魔の里にこもっていたらしい。また、灰狼衆から離脱した和穂、小太郎と共に「是空」の完成を目指す。
相澤 虹一（あいざわ こういち）
声 - 日野聡
壬晴の同級生で忍道部部長。外見年齢14歳。身長168cm。体重54kg。靴のサイズ26cm。血液型は不明。本人も福嶋流を修める忍である。眼鏡が特徴。普段はお人好しで、忍道部が下らない部活だと言われていたり、壬晴と雷鳴の仲の良さに疎外感を覚えたりしているクラスからもぞんざいな扱いを受けている。しかし平然と人を銃殺するなど、時折冷酷な一面も見せ、「森羅万象」を目覚めさせようとした壬晴を刺したこともある。色々と謎が多い人物。
その正体は江戸後期の森羅万象の所有者による秘術を使った生体実験の実験体の一体であり、生き残り不死となった白い梟。不死から解放されることを望むも、森羅万象は壬晴に使って欲しいと思っている。小太郎からは「白澤様」と呼ばれている。最終話で森羅の元へ行く形で壬晴にこれまでのことを感謝してしじまと共に消滅した。
アニメでは不死からの解放を諦め、俄雨、雷鳴と共に宵風の残された時間を共に過ごした。
清水 雷鳴（しみず らいめい）
声 - 藤村歩
風魔出身の侍である金髪のツインテールの少女。14歳。身長161cm。体重44kg。血液型はB型。黒我聞という銘の刀を持つ。壬晴の無関心で小悪魔気質には頭を痛めているが、大事な友達として理解している。性格は少し男勝りで修行好きの女の子。よく人違いをするのが癖。壬晴や虹一のクラスに臨時生徒として居座り、壬晴の実力を確かめようと鉛筆を投げて机に突き刺したこともある。
灰狼衆に所属する兄雷光を両親の仇と思い込んでいたため、灰狼衆と接触する機会を求めて壬晴や萬天に近づいたが、壬晴が自分を仲間と認めてくれたことから誤解が解けた後も萬天と行動をともにしている。

### 灰狼衆〈かいろうしゅう〉
雪見 和彦（ゆきみ かずひこ）
声 - 津田健次郎
灰狼衆の一員で、実地遂行班所属。27歳。身長180cm（猫背）。体重76kg。靴のサイズ28cm。血液型はB型。同じく灰狼衆に身を置く妹（天立和穂）がいる。12年前、平凡な家庭で生まれるも、父が原因で母は家を出て行き、父から暴力を受けていたところを服部に救われた。それ以来、灰狼衆に属している。武器は拳銃だが暗器使いで、土遁の術なら多少は使える。宵風の保護者的立場にある。料理もそこそこ出来るが自称手抜きらしい。表の世ではフリーライターの仕事に就いており、主に灰狼衆に属する者の仕事を行っている。
竹を割った様にサバサバとした性格で、常識人であると同時に苦労人で妹想い。忍者としては大変軟派なため、雲平に対して「俺とお前を足して2で割ったらちょうどいい」と語る。事実、作中の子供（学生）や一般人、いわゆる表の世界の人間へ手を出すのは必要最低限に留めている（攻撃をしていないわけではない）。俄雨からは一時期「チキン頭さん」と呼ばれていた。
宵風を預かり、共に生活をする中で、お互いに言葉にならぬ家族のような共有間が生まれていたのは事実で、壬晴の登場により灰狼衆や宵風に動きが出てからはその思いが更に強くなる。その心中は、雷光による追撃戦において語られている。なお、「宵風」という名前を彼につけたのも雪見である。「宵風」という名はもとは雪見が飼っていた三毛猫の名前。
森羅万象と宵風の過去を調べる過程で、宵風の本名を知り、宵風の弟・司と接触。司は表の世の人間だったため、彼には宵風は既に亡くなっていると伝えている。雷光へ自身の真意を語った後は、壬晴と宵風を確保し、傘の真・偽から二人を守る代償として右腕を失う。
森羅万象発動後は、妹と共に灰狼衆を抜け、和穂と一緒に暮らし、「宵風」という黒猫を司から預かっている。発動後の世界の情報を集めに来た壬晴から事情を聞いた後は、壬晴を自身の助手とし、共に10年前の森羅万象の情報を集める一方、発動の影響として右腕を失った際の幻肢痛に苦しんでいる。
アニメでは灰狼衆を抜けず、造反した壬晴と宵風を捕らえるが壬晴から森羅万象が発動し、気羅を暴走させて服部を殺害したことで一季が宵風を殺そうとしたときに立場を変える。そのため、傘から致命傷を受けるが、一命を取り留めた。その後は宵風に顔を合わすこともなく、壬晴と雲平にレモネードレシピと香道家の住所が書いてある紙を渡して去り、表のフリーライターとしての仕事を続けた。
清水 雷光（しみず らいこう）
声 - 諏訪部順一、渡辺明乃（幼少期）
灰狼衆の一員で、現在は造反者取締人「分刀」（わかち）に属しているが、元はどの里にも属さない隠の世の中立的な立場として存在する清水家の侍で、雷鳴の実兄。20歳。身長177cm。体重65kg。血液型はO型。五年前に起こった家内の内紛を機に、自らの意思から灰狼衆に属することとなる。なお、彼の持つ刀は雷鳴の刀とは対となる白我聞である。
ただ、清水家に反旗を翻し、当時の清水家当主であった雷光と雷鳴の母、及び門弟を殺した首謀者は彼らの叔父である。彼が叔父を殺したところを雷鳴に目撃された上、本人があえてそれを否定しなかったため、長らく誤解されることとなった。後に俄雨の単独行動により、雷鳴とは和解する。
髪の毛をピンクに染めており（地毛は金髪。後に緑→ピンクという遍歴を辿る）本人曰くダサくてかっこいいらしい、自他共に認める究極のファッションセンス音痴。甲賀への潜入のための制服を選んだ際、ラメ入りカラースーツを選ぼうとする一幕もあった。雷鳴との確執が極まった際には「神がかり的」（俄雨談）なそれを披露している。彼岸花を愛する。また、趣味のお守り収集を窺わせることとして、髪にもお守りをつけている。
内面は非常に冷静沈着で、感情的になる事は滅多に無く、何事にも動じない性格。かつ物腰柔らかで、一人称は「私」である他、年上（雪見など）に対しては敬語で通す。しかし、向かって来る者が女・子供でも容赦はせず、敵ならばただ平然と殺す事が出来る冷たさも持ち合わせる。
俄雨復活後は灰狼衆を抜け、俄雨と行動を共にしている。家は引き払ったらしい（が、売った際の金は逃亡生活で使ってしまった。俄雨は雷光が20万円もする鍋を買ったから金が無くなったと語っている）。
雪見曰く「ドS」。ペーパードライバーで、写真を撮るのが苦手。撮ったものが未確認生物になるほどの腕前（実際しじまを撮った時も何が写っているのか分からないぐらいブレていた）。寿司は基本的にネタしか食べない（シャリは俄雨が食べる）。アニメでは後述の通り死亡したが、原作では最後まで生存した。
アニメでは俄雨と共に灰狼衆から造反。傘に斬られた傷を服部に突かれて死亡する。森羅万象が発動し、埋まったため、遺体は発見されなかったが、雷光が持っていたお守りが発見され、現在は俄雨が所持している。
目黒 俄雨（めぐろ がう）
声 - 岡本信彦
分刀の一人で、雷光の付き人兼サポート役。16歳。身長167cm。体重53kg。血液型はA型。非常にしっかり者で生真面目。誰に対しても敬語で話す。どんな事に対しても、真剣で取り掛かる所があり、何事にも一生懸命。普段はそうでもないが、時折自分を低く見る傾向がある。また、ドMな所があるが無自覚。何故だかは分からないが、宵風に対しては食って掛かる所があり、初対面の宵風への態度がテンパっていたため、雪見からは「テンパ君」と呼ばれている。
隠の世とは全く関りの無い表の世の出身だったが母親を殺した男に報復しようとして返り討ちに遭っているところを雷光に救われ、隠の世を知る。雷光を尊敬しており、助けたいと願っていた。雷鳴の誤解を解こうと病院を駆け巡り、不審者扱いされた。再び対決しようとした雷光と雷鳴の前に現れ、雷鳴を庇う。その傷で意識不明になっていたが、宵風の気羅により宵風の命の欠片を与えられ、意識が回復する。その後は助けられたこともあり、宵風への態度が軟化、余命僅かの宵風を救いたいと思うようになる。
復活後は灰狼衆を抜け、雷光と行動を共にしている。
アニメでは雷光と共に灰狼衆から造反。服部に倒され気を失う。森羅万象の暴走の件のその後は、雲平の家に居候して、萬天の高校に通い、死んだ雷光に少しでも近づこうと剣道部に入部した。
服部 柊十郎（はっとり とうじゅうろう）
声 - 中田譲治
灰狼衆の首領。59歳。身長185cm。体重79kg。血液型はAB型。表の世では政治評論家として溶け込んでいる。森羅万象を使い、世界が無秩序に積み上げた記憶を初期化しようと目論む。性格は冷静で穏和だが、冷徹な面も持つ。壬晴の森羅万象により記憶が消された後は衆議院議員に立候補した。雪見と雷光等の子飼いの部下の離反後は（予測の範疇だったようである）、政治活動専念のために自身の部隊指揮権限をイナサに譲渡するが、風魔のスパイであった一季に用済みとされて射殺された。
アニメではかつてジャーナリストの戦場カメラマンとして戦場に身を置いていた。しかし、戦場と化すその村で村人の中にスパイがいると軍隊に疑われて粛清されかけるも、失明しながらも生き残った一季を助け出すことができた。また、戦場に居た頃も、老いてもなおも、相当な実力の持ち主であり、軍隊6人を撃退したり、立て続けに挑んできた雷光、俄雨、雷鳴、雲平すらも素手で倒す程である。しかし、森羅万象が発動して、願いを叶えてもらおうとしたところ、宵風に妨害され、宵風を引き入れるために「君のことを嫌いになってしまうよ」と言及したことで、過去のトラウマを指摘された宵風が暴走したため胸を突かれる。そして、暴走した宵風の気羅を直撃したため、跡形もなく散って死亡してしまった。
天立和穂（あまたつ かずほ）
声 - 鹿野優以
旧姓雪見和穂。26歳。身長160cm。体重不明。靴のサイズ23cm。血液型はB型。灰狼衆の一員で同じく灰狼衆に身を置く雪見和彦の妹。ただし、兄とは異なり秘術研究班に属している。表の世界では結婚相手（旦那も灰狼衆の一員）の営む寿司屋「天立」で寿司を握っており、その腕前は通を唸らせるほど。その影響か、語尾に「 - っす」と付ける。眼鏡っ子。
医師免許を持ち、宵風の主治医のような立場でもあるらしい。
森羅万象発動後の世界では、雪見と共に灰狼衆を抜け、夫と共に和彦と一緒に生活をして、兄と壬晴をサポートをしている。
一季（いちき）
声 - 天野由梨
表の世では服部のマネージャーであり、隠の世では服部のサポーターのような役割を果たしている。盲目で常に和服姿であり、京都寄りの関西弁を操る。正体は風魔側の人間であり、終盤で本性を現し服部を銃殺した。その後の状況は不明に終わる。
アニメではかつては戦場でのボランティア医師をやっており、村人らにスパイがいると疑われて、軍隊に粛清されそうになり、被弾した薬剤のガラス片が目に当たったことにより失明し、戦場カメラマンとして戦場に来ていた服部に助けられたという過去を雪見に明かした。そのため、忍としての実力は皆無である。森羅万象が発動し、宵風も服部を殺害したため、宵風も殺そうとするが雪見に止められる。しかし、森羅万象が発動したことにより地場が崩れて雹、時雨ともども死亡した。
雹（ひょう）
声 - 陶山章央
灰狼衆別動部隊「鬣」の一人で彼と以下3人はアニメオリジナルキャラクター。決戦の際、森羅万象が発動したことにより地場の崩壊に巻き込まれ死亡する。
時雨（しぐれ）
声 - 水野理紗
灰狼衆別動部隊「鬣」の一人。決戦の際、森羅万象が発動したことにより地場の崩壊に巻き込まれ死亡する。
陽炎（かげろう）
声 - 阪口周平
灰狼衆別動部隊「鬣」の一人。虹一に敗れて戦死する。
不知火（しらぬい）
声 - 江川央生
灰狼衆別動部隊「鬣」の一人。雷光との一騎討ちに敗北する。傷つきながらも雷光に不意を突こうとしたが、反撃され戦死した。
山背（やませ）
声 - 草野徹
萬天中学の歴史講師で、一時期の壬晴の担任。一人称は「僕」（アニメでは「私」）。表の世でも隠の世でも失敗が重なり、壬晴に森羅万象を使って過去の修正を頼むが、加勢に入った虹一と雷鳴に追い詰められ、逃亡。最後には宵風の気羅によって始末された。
アニメでは第一話から登場。森羅万象を壬晴だと突き止めたが、雲平にぶっ飛ばされてしまう。 その後も過去の修正を頼んだり、灰狼衆に連れて行こうとしたりと壬晴にしつこく付きまとうが、原作同様に宵風の気羅で倒される（明確な死亡描写がないため、生死は不明）。

### 風魔の忍
風魔 小太郎（ふうま こたろう）
声 - 置鮎龍太郎
風魔の里首領で、禁術「転変化」を習得している。年齢は本人曰く百二十余年。身長179cm。体重71kg。靴のサイズ28cm。血液型は不明。非常に飄々としており、掴み所が全く無い。壬晴が灰狼衆に行くと分かっていながらも飯綱心眼を渡すなど色々と読めない人物で、何を考えているのかも分からない変人。ちゃらけている様だが、首領としての顔を持つ。甘い考えを持つ者が嫌いらしく、雲平の「不殺」忍道を「甘い」と言い切る。女好きだが本人曰く「男性嫌いなだけ」らしい。
表の世では「旋風太郎左衛門（つむじかぜたろうざえもん）」という名前・姿で文部科学省名誉顧問を務めている。
虹一としじまの正体を知っているらしく、彼らのことを陰ながら「白澤（ハクタク）」と呼んでいる。
正体はこの物語の黒幕であり、知的欲求の為に世の全てを知ることを求めている。気羅も習得している。森羅万象を手に収めるが智に体がついていけず体がミイラ化して崩壊し、知的欲求を満たしたことに満足しながら死亡する。
サラバ
声 - 渡辺明乃
風魔の里副首領。雷鳴の良き姉的な存在で修行にもよく付き合う。年の事を気にしているのか不明だが、年の事を言われたり、「オバサン」呼ばわりされると怒る。小太郎の性格には呆れつつも、里副首領として支えている。風魔の死後は風魔の跡継ぎに指名されたが拒否する。
南 十字（みなみ じゅうじ）
声 - こやまきみこ
風魔の里の一人で、おもに薬品を扱い、手当てなどをする。セミロングの小学生の少女。12歳。身長144cm。体重33kg。見た目や年齢と反してしっかり者で、誰に対しても敬語で話す。人の話を聞かないと、静かに怒るという面がある。壬晴に対して好意を抱いている模様。図星を突かれるとムキになる。

### 傘
イナサ
「傘」の立役者。車いすを使っていてフードをかぶっている青年。しかし、実際には戦後から諜報員として行動していたらしい。真曰く「口だけ達者な老いぼれ」。服部から灰狼衆の権限を委譲された。また、雹華と真に虹一としじまの保護を命じた。
その正体は風魔小太郎であり、「傘」は風魔自身が育成した忍である。
雹華（ひょうか）
「傘」のメンバー。眼鏡をかけており、顔の中心に傷がある男。一季と共謀し服部を殺害するがその後の登場は無い。なお、一季からは「雹華ちゃん」と呼ばれており本人は嫌がっている。
真（まこと）
「傘」のメンバーで偽の姉。弟を殺害されたことで雪見を憎んでいる。風魔の死後の消息は不明。
偽（いつわり）
「傘」のメンバーで真の弟。雪見によって銃殺される。

### その他
織田 八重（おだ やえ）
声 - 雪野五月
戸隠の里首領であり、表の世では人材派遣会社「フォグブルー」代表取締役社長。禁術「飯綱心眼」を習得しており、心を読む事が出来る。過去に一人娘を失っており、虹一の手によって復讐が果たされた。
加藤 候（かとう そうろう）
声 - 柿原徹也
戸隠の里の忍。表の世では織田の腹心として人材派遣会社に勤めている。実は飯綱心眼でも見破られないように本心を隠す訓練を受けていた風魔が送り込んだスパイ。表でも隠でも、風魔の図書館の司書を行っている。風魔に対する忠誠心こそあるが、風魔の死後は秘術の消滅を願いつつサラバと共に風魔の死体の消滅を見届けた。
黒岡野 しじま（くろおかの しじま）
声 - 真堂圭
甲賀の実体であるアルヤ学院の生徒。身長139cm。体重30kg。真っ白なロングヘアーが特徴。壬晴のなかにある森羅万象の形の者に似ている。
正体は壬晴の飼い猫・シラタマ。虹一同様、森羅万象から製造され、不死にされ、人間の心をうえつけられた。秘術の復活を信じて長い時を彷徨ってきた。長い爪のような物が付いたものを指に付けて戦っている。最終話でシラタマとして壬晴と一緒にいられたことを感謝し虹一と共に消滅する。
伏田 すばる（ふした すばる）
声 - 川上とも子
甲賀の実体であるアルヤ学院の生徒。委員長タイプの眼鏡っ子。異様なほどに学院長を慕っていて、病気で倒れた学院長を看病する生徒会の役員の一人。冷徹な判断力の持ち主であり、学院の序列2人者である閂と対立していた。小悪魔となった壬晴の愛想笑いを見たのが原因か、壬晴が実の弟のように思ってしまう妄想癖が出てしまった。
藤堂 カタリナ（とうどう カタリナ）
声 - 生天目仁美
甲賀の実体であるアルヤ学院の生徒。異国的な外見と大きい柄を持っている。生徒会の役員の一人。同じ生徒会のしじま、すばるとともに病中の学院長の面倒を見ている。
シリウス・ハシバ
声 - 清川元夢
甲賀の実体であるアルヤ学院の学園長であり、甲賀の里の首領。禁術書の「蛇薬」の所有権を持っている。不治の病に侵されており、最期はアルヤの生徒に看取られ死亡した。一人称は「わたくし」あるいは漢字表記で「私（わたくし）」、また一度だけ「私（わたし）」を使用している（アニメではそれなりに使用している）。
閂（かんぬき）
声 - 藤原啓治
アルヤ学院副学園長。自分の欲のために生徒たちを利用し、「蛇薬」の禁術書と里を我が物としようとしていた。
最期は裏で傘とつながっていたたすくに用済みと見られて始末された。アニメではたすくらが登場しないため、原作と流れが異なり、虹一に殺害される。また、こちらでは生徒達を扇動するだけでなく、多数の教師を抱き込んでいた。
六条 旭日（ろくじょう あさひ）
声 - 岡本麻弥
壬晴の母。壬晴の幼少時に、雲平の手によって殺害されたこととなっていた。十年前の森羅万象継承者。10年前に死亡した壬晴を生き返らせる為に森羅を使い死亡した。
アニメでは、十年前の森羅万象発動時の術者。服部率いる灰狼衆に襲われ絶命する間際に、森羅万象を使って継承者に関する記憶の消去を命じる。
六条 暁（ろくじょう あかつき）
声 - 伊丸岡篤
壬晴の父。アサヒ同様、壬晴の幼少時に雲平によって殺害されたことになっていた。10年前の戦争で息子と雲平をかばって殺害される。
アニメでは、十年前の森羅万象発動時に、服部率いる灰狼衆に殺害された。
ブラック・デュランダル
声 - 堀勝之祐
祖父（グランパ） / ブラックじいちゃん
雲平の祖父らしき人物。アサヒ、アカツキ同様壬晴の幼少時に雲平によって殺害されたことになっていた。10年前に秘術を狙われた際雲平をかばい殺害された。
アニメでは、十年前の森羅万象発動時に、服部率いる灰狼衆に殺害された。
関 英（せき はなぶさ）
声 - 三石琴乃
雲平の同居人で恋人。40歳。身長163cm。体重47kg。靴のサイズ24cm。血液型はO型。古生物学者で、よく出張に出掛けて家を留守にする事が多い。隠の世の者ではないが、雲平が隠の者であることと、壬晴が隠の世でどういう存在かは把握している模様。思いやりのある性格で、壬晴や宵風の事を気にかけていて、自宅付近で倒れていた宵風を家まで運んだり、宵風のためにマフラーを編んだりした。壬晴が灰狼衆に移った後、雲平に「必ずまたここに来る」と予感していた。宵風が唯一反応する表の世の人間。
香道司（こうどう つかさ）
雪見が出会った少年で、宵風の義理の弟。高校の野球部に所属している。父の連れ子と反りが合わず、現在はアパートで一人暮らしをしている。レモネードが好き。
2年前、宵風がまだ「そら」であった頃は共に暮らしていたようだが、そらは行方知れずとなり、引っ越す前に暮らしていた教会のある町でずっとそらを待っていた。気にかけていた猫を助けようとしたところを雪見と出会い、そらが生きているのではと雪見に問いかけるが、司は表の世の人間であったため、雪見からは「そらは既に亡くなっている」と伝えられた。
自分が生まれたことで母が亡くなり、家族にも死神と言われていたそらを気にかけていたらしく、宵風の口から「（自分は何も還せないため）司の優しさをなかったことにしていた」と語られている。アニメでは未登場。
宵風（よいて）（猫）
宵風の消滅後、雪見が飼い始めた黒猫。最終話にて壬晴達に宵風に関する記憶が戻った際、宵風と名前が同じになってしまうということで「宵（よい）」と改名された。

## 忍の五大勢力
風魔
風魔小太郎が首領を務める勢力で、「灰狼衆」とは対立している。山奥に里を持ち、霞の幻術で隠している。禁術は「転変化」だが、現在は灰狼衆に盗まれている。
雷鳴の家である清水家は、風魔が森羅万象の悪用を避けるために作った家。黒我聞、白我聞という二刀によって謀反者を処罰していた。
甲賀
幕末以降里を閉じ、存在を隠してきた。里を「私立アルヤ学院」という教育機関にしており、首領であるシリウス・ハシバが学園長をしている。表の姿は有名大学合格者を多数輩出する小中高一貫の進学校。特別進学コースにおいて忍者の教育を行い、ここの卒業者も徹底管理して実態も事情も守秘している。黒岡野しじま達はここに所属。禁術は「蛇薬（だや）」。シリウス・ハシバより、しじまの下に保管されていたが、しじまが遺言通り己が適正だと思う者（=壬晴）に渡した。
戸隠
飯綱信仰の勢力で明治維新以降消息不明だったが、現在の里は長野県中心部のオフィスビルで派遣会社「フォグブルー」として、忍のネットワークのみ存在している。織田八重が首領兼社長で、表向きは人材派遣をしているが、企業スパイから国際戦略諜報まで隠の仕事も行なっている。アニメでは織田が灰狼衆を抜けた壬晴と宵風に加担したこととみなされ、社員全員が別働隊の鬣によって殺害された。禁術は「飯綱心眼」だが、風魔に譲られ現在は壬晴によって灰狼衆が所持している。
萬天
元は戦国時代に派遣任務で訪れた伊賀忍が造った小規模な里。現在は消滅寸前であり、萬天中学忍道部として形を保っている。秘術保守派。小規模なため首領はおらず、雲平が暫定的に取りまとめている。禁術は「円月輪」で、雲平が「口伝の儀」で隠しているものとおもわれる。
伊賀
派内の一派である「灰狼衆」が秘術を利用しようとしている。首領は服部柊十郎。もともと秘術誕生に関わった里らしい。禁術は「気羅」。

### その他の勢力
上記の五大勢力以外にも様々な忍の集団の存在が確認できている。
傘
防衛省に属す、特殊機密諜報部隊。国家の暗部を担う忍の外部組織。蛇薬の情報を得ようとしていた。かつて甲賀の首領、シリウス・ハシバも在籍していたらしい。正体はリーダーのイナサ（風魔小太郎）によって育成された忍達。

## 禁術について
気羅（きら）
灰狼衆の宵風が体得。万物に流れる「気」を利用する中国の気功術に近い。己の気(生命力の欠片)を相手に撃ち込み、相手の気の流れを止めることで内部から血肉を破壊する術。術者は次第に五感が機能しなくなり、最終的には死亡する。
転変化（てんぺんか）
風魔の里の首領・風魔小太郎、虹一、しじまが体得。細胞単位で身体を作り変え、様々な人や動物へと姿を変化させることが可能。細胞に多大な負担がかかり、使用には激痛が伴う。
飯綱心眼（いづなしんがん）
戸隠の里の首領・織田八重が体得。相手の心の中を読み取る事が出来る術。その代償として、心身共に苦痛を伴わせ、また五行術も使用できなくなる。風魔小太郎が「対・読心術」を体得させた忍には通じなかった。壬晴の心を読む際に、「森羅万象」を目撃している事から記憶や心の中を映像の様に読み取る事が出来ると思われる。
蛇薬（だや）
万能薬。不治の病をも治すが、わずかな調合法の違いで毒薬にも化学兵器にもなる。体得するのではなく、禁術書に調合方法が書かれている。材料は子供の忍の脳髄。
円月輪（えんげつりん）
萬天の里のまとめ役である雲平が所持している禁術書。雲平が体得。記憶を記録し、再生できる術。円月輪は雲平の左耳につけているアクセサリーのこと。

## 秘術・森羅万象（しんらばんしょう）について
森羅万象
声 - 田村ゆかり
現在は主人公・六条壬晴がその身に秘めている。忍が「五行」の森羅万象の理を研究した末に生まれた。森羅万象が宿る人物はランダムであり、幾年もの期間現れない場合もある。森羅万象はそれ自体が自我を持つとも言われており、壬晴は度々自身の中で、彼が「妖精さん」と呼ぶそれと邂逅している。姿は着物姿の女性で、黒岡野しじまによく似ているらしい。

## 書誌情報

### 単行本
- 鎌谷悠希 『隠の王』 スクウェア・エニックス〈Gファンタジーコミックス〉、全14巻
  1. 2004年11月27日発売[10]、ISBN 4-7575-1327-5
  2. 2005年4月18日発売[11]、ISBN 4-7575-1422-0
  3. 2005年10月18日発売[12]、ISBN 4-7575-1561-8
  4. 2006年4月27日発売[13]、ISBN 4-7575-1677-0
  5. 2006年10月27日発売[14]、ISBN 4-7575-1768-8
  6. 2007年4月18日発売[15]、ISBN 978-4-7575-2007-3
  7. 2007年10月27日発売[16]、ISBN 978-4-7575-2128-5
  8. 2008年3月27日発売[17]、ISBN 978-4-7575-2248-0
  9. 2008年8月18日発売[18]、ISBN 978-4-7575-2366-1
  10. 2008年12月27日発売[19]、ISBN 978-4-7575-2453-8
  11. 2009年6月27日発売[20]、ISBN 978-4-7575-2600-6
  12. 2009年12月26日発売[21]、ISBN 978-4-7575-2767-6
  13. 2010年6月26日発売[22]、ISBN 978-4-7575-2919-9
  14. 2011年1月27日発売[23]、ISBN 978-4-7575-3134-5

### 関連書籍
- 『隠の王 公式ガイド Unitamente』2008年8月18日発売[24]、ISBN 978-4-7575-2344-9
- 『鎌谷悠希画集 隠の王 リーリカメンテ』2008年8月18日発売[25]、ISBN 978-4-7575-2345-6
- 『隠の王 公式ガイド＋ドラマCD -al fine-』2011年1月27日発売[26]、ISBN 978-4-7575-3135-2

## テレビアニメ
2008年にテレビ東京系列にて放送された。全26話。テレビ東京系の深夜アニメとしては珍しくキッズステーションが製作委員会に参加していた。

### スタッフ
- 監督 - 杉島邦久[27]
- シリーズ構成 - 横手美智子[27]
- キャラクターデザイン - 岩倉和憲[27]
- プロップデザイン - 木本茂樹
- 総作画監督 - 中山由美[27]
- 美術監督 - 小林七郎
- 色彩設定 - 店橋真弓
- 撮影監督 - 大河内喜夫
- 編集 - 西山茂
- 音響監督 - 吉田知弘
- 音楽 - 大島ミチル[27]
- プロデューサー - 井出美恵、松倉友二
- アニメーション制作プロデューサー - 柏田真一郎
- アニメーション制作 - J.C.STAFF[27]
- 製作 - 隠の王プロジェクト（スクウェア・エニックス、ジェネオンエンタテインメント、ディーライツ、J.C.STAFF、ムービック、金羊社、キッズステーション）

### 主題歌
オープニングテーマ
「CRAWL」
作詞・作曲 - 長沼秀典 / 編曲・歌 - VELTPUNCH
- 最終回はOP無し。

エンディングテーマ
「HIKARI」（第1話 - 第15話）
作詞 - 西田恵美 / 作曲 - 杉森舞 / 編曲 - 前口渉 / 歌 - ELISA
「あるがまま」（第16話 - 第25話）
作詞・作曲 - 本多真季 / 編曲・歌 - アナム&マキ

### 各話リスト
| 話数       | サブタイトル       | 脚本              | 絵コンテ        | 演出       | 作画監督                              |
| ---------- | ------------------ | ----------------- | --------------- | ---------- | ------------------------------------- |
| 第一話     | 目醒めるもの       | 横手美智子        | 杉島邦久        | 吉本毅     | 中山由美                              |
| 第二話     | 雷鳴、来る         | 横手美智子        | 杉島邦久        | 雄谷将仁   | 柴田志朗                              |
| 第三話     | 襲撃               | 横手美智子        | 柳沢テツヤ      | 馬引圭     | ひのたかふみ 木本茂樹 石田慶一        |
| 第四話     | 任務言渡           | 横手美智子        | 井上修          | 内山まな   | 中島美子                              |
| 第五話     | 慾                 | 平見瞠            | 二瓶勇一        | 上田繁     | さのえり 小宮素直                     |
| 第六話     | 選択               | 平見瞠            | 田中雄一        | 星野和博   | 和田伸一 小谷杏子                     |
| 第七話     | 決する心           | 横手美智子        | 増田敏彦        | 矢花馨     | 伊藤美奈                              |
| 第八話     | 伝わる心           | 横手美智子        | 小美野雅彦      | 吉本毅     | 吉田尚人 清水明日香 鷲田敏弥          |
| 第九話     | 前奏曲             | 吉村清子          | 須間雅人        | 雄谷将仁   | 木本茂樹 佐古宗一郎                   |
| 第十話     | ポルカ・雷鳴と雷光 | 吉村清子          | 井上修          | 内山まな   | 中島美子 谷口守泰                     |
| 第十一話   | カーテンコール     | 吉村清子          | 二瓶勇一        | 馬引圭     | 石田慶一 さのえり 野村芙沙子          |
| 第十二話   | 意志               | 横手美智子        | 滝川和男        | 星野和博   | 柴田志朗 小谷杏子                     |
| 第十三話   | 眠らない学舎       | 吉村清子          | 豊増隆寛        | 矢花馨     | 伊藤美奈                              |
| 第十四話   | 夜の底             | 吉村清子          | 二瓶勇一        | 上田繁     | 吉田尚人 横山謙次                     |
| 第十五話   | 別れの朝           | 吉村清子          | 鈴木行          | 清水一伸   | 清水博幸 さのえり                     |
| 第十六話   | 遠来の客           | 平見瞠            | 井上修          | 小林浩輔   | 谷口守泰 中島美子                     |
| 第十七話   | 決壊の時           | 平見瞠            | 増田敏彦        | 雄谷将仁   | 清水明日香 石田慶一                   |
| 第十八話   | 呼ぶ声             | 吉村清子          | 二瓶勇一        | 馬引圭     | 和田伸一 柴田志朗                     |
| 第十九話   | 死神の横顔         | 吉村清子          | 滝川和男        | 矢花馨     | 伊藤美奈                              |
| 第二十話   | 戸隠へ             | 吉村清子          | 藤原良二 森雅恵 | 樋口まさお | 岡本真由美 さのえり                   |
| 第二十一話 | 野望               | 平見瞠            | 杉島邦久        | 上田繁     | 小谷杏子 吉田尚人                     |
| 第二十二話 | 混沌               | 平見瞠 横手美智子 | 井上修          | 星野真     | 谷口守泰 中島美子                     |
| 第二十三話 | 発動               | 横手美智子        | 滝川和男        | 吉本毅     | 中山由美 清水博幸 清水明日香 中本尚子 |
| 第二十四話 | 円月輪             | 横手美智子        | 増田敏彦        | 馬引圭     | 石田慶一 和田伸一                     |
| 第二十五話 | 二人               | 横手美智子        | 二瓶勇一        | 雄谷将仁   | さのえり 岡本真由美                   |
| 第二十六話 | 心紡いで           | 横手美智子        | 杉島邦久        | 上田繁     | 中山由美 岩倉和憲                     |

### 放送局
| 放送地域       | 放送局             | 放送期間                      | 放送日時           | 放送系列       | 備考             |
| -------------- | ------------------ | ----------------------------- | ------------------ | -------------- | ---------------- |
| 関東広域圏     | テレビ東京         | 2008年4月6日 - 9月28日        | 日曜 25:30 - 26:00 | テレビ東京系列 |                  |
| 愛知県         | テレビ愛知         | 2008年4月7日 - 9月29日        | 月曜 25:35 - 26:05 | テレビ東京系列 |                  |
| 福岡県         | TVQ九州放送        | 2008年4月7日 - 9月29日        | 月曜 26:53 - 27:23 | テレビ東京系列 |                  |
| 大阪府         | テレビ大阪         | 2008年4月8日 - 9月30日        | 火曜 27:10 - 27:40 | テレビ東京系列 |                  |
| 岡山県・香川県 | テレビせとうち     | 2008年4月10日 - 10月2日       | 木曜 25:58 - 26:28 | テレビ東京系列 |                  |
| 北海道         | テレビ北海道       | 2008年4月11日 - 10月3日       | 金曜 26:00 - 26:30 | テレビ東京系列 |                  |
| 日本全域       | AT-X               | 2008年5月22日 - 11月13日      | 木曜 9:30 - 10:00  | CS放送         | リピート放送あり |
| 日本全域       | キッズステーション | 2008年7月18日 - 2009年1月16日 | 金曜 24:00 - 24:30 | CS放送         | リピート放送あり |

## WEBラジオ
『萬天編「萬天からこんにちわ」』
- 配信サイト：公式サイト内
- 配信期間：2008年7月25日 - 2009年4月2日
- パーソナリティ：浪川大輔（雲平・帷・デュランダル役）、日野聡（相澤虹一役）

『灰狼衆編「灰狼衆にいらっしゃい」』
- 配信サイト：公式サイト内
- 配信期間：2008年8月8日 - 2009年4月3日
- パーソナリティ：諏訪部順一（清水雷光役）、岡本信彦（目黒俄雨役）
  - 萬天編と灰狼衆編の二部構成となっている。